# 500 Millas de Indianápolis de 1959
La Edición 43.º de las 500 millas de Indianapolis se celebró en el Indianapolis Motor Speedway el sábado 30 de mayo de 1959. El evento por segundo año consecutivo parte del calendario del Campeonato Nacional del USAC, y una vez más era válida de la temporada 1959 del Campeonato Mundial de Fórmula 1. El ganador de la edición 43.º, Rodger Ward, ganó su primera de sus dos victorias en su carrera en la Indy 500. Un récord de dieciséis coches completaron la totalidad de las 500 millas.

## Clasificaciones y Entrenamientos
Dos conductores, Jerry Unser y Bob Cortner, murieron en accidentes separados durante el mes previo a la carrera. El 2 de mayo, Unser perdió el control en la curva cuatro, giró, y se volcó en la recta principal. El coche se incendió y Unser sufrió quemaduras importantes, él murió a causa de las complicaciones de las quemaduras el 17 de mayo. El 19 de mayo, el novato Cortner se estrelló en la tercera curva después de ser empujado por una ráfaga de viento. Murió en el acto por sus gravísimas lesiones en la cabeza.
Pruebas de tiempo se programó durante cuatro días:
- Sábado 16 de mayo - Primer día de clasificaciones y entrenamientos para el Pole Day
- Domingo 17 de mayo - Segundo día de clasificaciones y entrenamientos
- Sábado 23 de mayo - Tercer día de clasificaciones y entrenamientos
- Domingo 24 de mayo - Cuarto día de clasificaciones y entrenamientos

## Resultados de Competencia
| Pos. Final | Pos. Inicial | Dorsal | Piloto            | Fabricante               | Tiempo | Rango | Vueltas | Vuel. Lid. | Registro/Suceso        | Puntos Fórmula 1 |
| ---------- | ------------ | ------ | ----------------- | ------------------------ | ------ | ----- | ------- | ---------- | ---------------------- | ---------------- |
| 1          | 6            | 5      | Rodger Ward       | Watson-Offenhauser       | 144.03 | 7     | 200     | 130        | 3:40:49.20             | 8                |
| 2          | 3            | 16     | Jim Rathmann      | Watson-Offenhauser       | 144.43 | 4     | 200     | 19         | + 0:23.28              | 6                |
| 3          | 1            | 3      | Johnny Thomson    | Lesovsky-Offenhauser     | 145.9  | 1     | 200     | 40         | + 0:50.64              | 5                |
| 4          | 15           | 1      | Tony Bettenhausen | Epperly-Offenhauser      | 142.72 | 18    | 200     | 0          | + 1:47.09              | 3                |
| 5          | 16           | 99     | Paul Goldsmith    | Epperly-Offenhauser      | 142.67 | 19    | 200     | 0          | + 2:06.44              | 2                |
| 6          | 11           | 33     | Johnny Boyd       | Epperly-Offenhauser      | 142.81 | 16    | 200     | 0          | + 3:16.98              |                  |
| 7          | 12           | 37     | Duane Carter      | Kurtis Kraft-Offenhauser | 142.79 | 17    | 200     | 0          | + 4:09.92              |                  |
| 8          | 8            | 19     | Eddie Johnson     | Kurtis Kraft-Offenhauser | 144    | 9     | 200     | 0          | + 4:10.53              |                  |
| 9          | 27           | 45     | Paul Russo        | Kurtis Kraft-Offenhauser | 142.38 | 22    | 200     | 0          | + 4:11.04              |                  |
| 10         | 17           | 10     | A.J. Foyt         | Kuzma-Offenhauser        | 142.64 | 20    | 200     | 0          | + 4:14.48              |                  |
| 11         | 9            | 88     | Gene Hartley      | Kuzma-Offenhauser        | 143.57 | 10    | 200     | 0          | + 5:42.48              |                  |
| 12         | 7            | 74     | Bob Veith         | Moore-Offenhauser        | 144.02 | 8     | 200     | 0          | + 6:09.73              |                  |
| 13         | 23           | 89     | Al Herman         | Dunn-Offenhauser         | 141.93 | 29    | 200     | 0          | + 6:40.40              |                  |
| 14         | 13           | 66     | Jimmy Daywalt     | Kurtis Kraft-Offenhauser | 144.68 | 3     | 200     | 0          | + 6:41.54              |                  |
| 15         | 21           | 71     | Chuck Arnold      | Curtis-Offenhauser       | 142.11 | 24    | 200     | 0          | + 8:19.86              |                  |
| 16         | 33           | 58     | Jim McWithey      | Kurtis Kraft-Offenhauser | 141.21 | 33    | 200     | 0          | + 11:41.69             |                  |
| 17         | 2            | 44     | Eddie Sachs       | Kuzma-Offenhauser        | 145.42 | 2     | 182     | 0          | Falla de la conducción |                  |
| 18         | 28           | 57     | Al Keller         | Kuzma-Offenhauser        | 142.05 | 27    | 163     | 0          | Motor                  |                  |
| 19         | 18           | 64     | Pat Flaherty      | Watson-Offenhauser       | 142.39 | 21    | 162     | 11         | Accidente              |                  |
| 20         | 4            | 73     | Dick Rathmann     | Watson-Offenhauser       | 144.24 | 5     | 150     | 0          | Incendio               |                  |
| 21         | 30           | 53     | Bill Cheesbourg   | Kuzma-Offenhauser        | 141.78 | 30    | 147     | 0          | Falla del Magneto      |                  |
| 22         | 25           | 15     | Don Freeland      | Kurtis Kraft-Offenhauser | 143.05 | 14    | 136     | 0          | Magneto                |                  |
| 23         | 32           | 49     | Ray Crawford      | Elder-Offenhauser        | 141.34 | 32    | 115     | 0          | Accidente              |                  |
| 24         | 10           | 9      | Don Branson       | Phillips-Offenhauser     | 143.31 | 12    | 112     | 0          | Suspensión             |                  |
| 25         | 24           | 65     | Bob Christie      | Kurtis Kraft-Offenhauser | 143.24 | 13    | 109     | 0          | Motor                  |                  |
| 26         | 5            | 48     | Bobby Grim        | Kurtis Kraft-Offenhauser | 144.22 | 6     | 85      | 0          | Falla del Magneto      |                  |
| 27         | 14           | 24     | Jack Turner       | Christensen-Offenhauser  | 143.47 | 11    | 47      | 0          | Fuca de Combustible    |                  |
| 28         | 29           | 47     | Chuck Weyant      | Kurtis Kraft-Offenhauser | 141.95 | 28    | 45      | 0          | Accidente              |                  |
| 29         | 19           | 7      | Jud Larson        | Kurtis Kraft-Offenhauser | 142.29 | 23    | 45      | 0          | Accidente              |                  |
| 30         | 31           | 77     | Mike Magill       | Sutton-Offenhauser       | 141.48 | 31    | 45      | 0          | Accidente              |                  |
| 31         | 26           | 87     | Red Amick         | Kurtis Kraft-Offenhauser | 142.92 | 15    | 45      | 0          | Accidente              |                  |
| 32         | 22           | 8      | Len Sutton        | Lesovsky-Offenhauser     | 142.1  | 26    | 34      | 0          | Accidente              |                  |
| 33         | 20           | 6      | Jimmy Bryan       | Epperly-Offenhauser      | 142.11 | 25    | 1       | 0          | Motor                  |                  |

#### Suplentes
- Primera alternativa: Rex Easton[2]